# Манолаке
Манолаке (рум. Manolache) — село у повіті Ілфов в Румунії. Входить до складу комуни Гліна.
Село розташоване на відстані 12 км на схід від Бухареста, 147 км на південь від Брашова.

## Населення
За даними перепису населення 2002 року у селі проживала 241 особа, усі — румуни. Усі жителі села рідною мовою назвали румунську.